# Kids See Ghosts
Kids See Ghosts ist ein US-amerikanisches Musikprojekt der Rapper Kanye West und Kid Cudi. Das Duo steht bei GOOD Music (Def Jam) unter Vertrag und veröffentlichte im Juni 2018 sein selbstbetiteltes Debütalbum.

## Vorgeschichte
Kanye West wurde 2008 auf Kid Cudi aufmerksam, als dieser sein erstes Mixtape A Kid Named Cudi veröffentlichte.
Er nahm das sieben Jahre jüngere Talent bei GOOD Music unter Vertrag und ebnete damit den Weg für eine jahrelange Zusammenarbeit. Erstmals kollaborierten die beiden auf der Single Welcome to Heartbreak von Wests viertem Studioalbum 808s & Heartbreak. Außerdem trug Cudi zu einem Track auf dem von West co-produzierten Album The Blueprint 3 von Jay-Z bei. West revanchierte sich 2009 mit Beiträgen zu Make Her Say auf Cudis Debütalbum Man on the Moon: The End of Day sowie ein Jahr später Erase Me auf dem Nachfolgealbum. Cudi steuerte wiederum Gesangsparts auf All of the Lights und Gorgeous von Wests My Beautiful Dark Twisted Fantasy bei.
2013 gab Cudi seinen Abschied von GOOD Music bekannt, um sich musikalisch in eine eigene Richtung zu entwickeln, betonte aber, in Kanye West nach wie vor einen „großen Bruder“ zu sehen. Als dieser eine alte Aufnahme seines Schützlings ohne dessen Zustimmung auf seinem Album Yeezus verwendete, fühlte sich Cudi vor den Kopf gestoßen. Dennoch arbeitete er auf Father Stretch My Hands erneut mit West zusammen. Im September 2016 holte Cudi per Twitter zu einem Rundumschlag gegen Szenekollegen aus, wobei auch der Name seines Mentors fiel. Während eines Konzerts zeigte sich West zunächst enttäuscht, verzieh seinem Protegé aber kurze Zeit später und nannte ihn den „einflussreichsten Musiker der letzten 10 Jahre“. Im Rahmen von Wests Saint Pablo Tour unterhielten die beiden erstmals seit Jahren wieder gemeinsam das Publikum. 
Beiden Musikern wird eine Pionierrolle bei der Entwicklung des Rap in eine experimentierfreudigere Richtung zugeschrieben.

## Kids See Ghosts

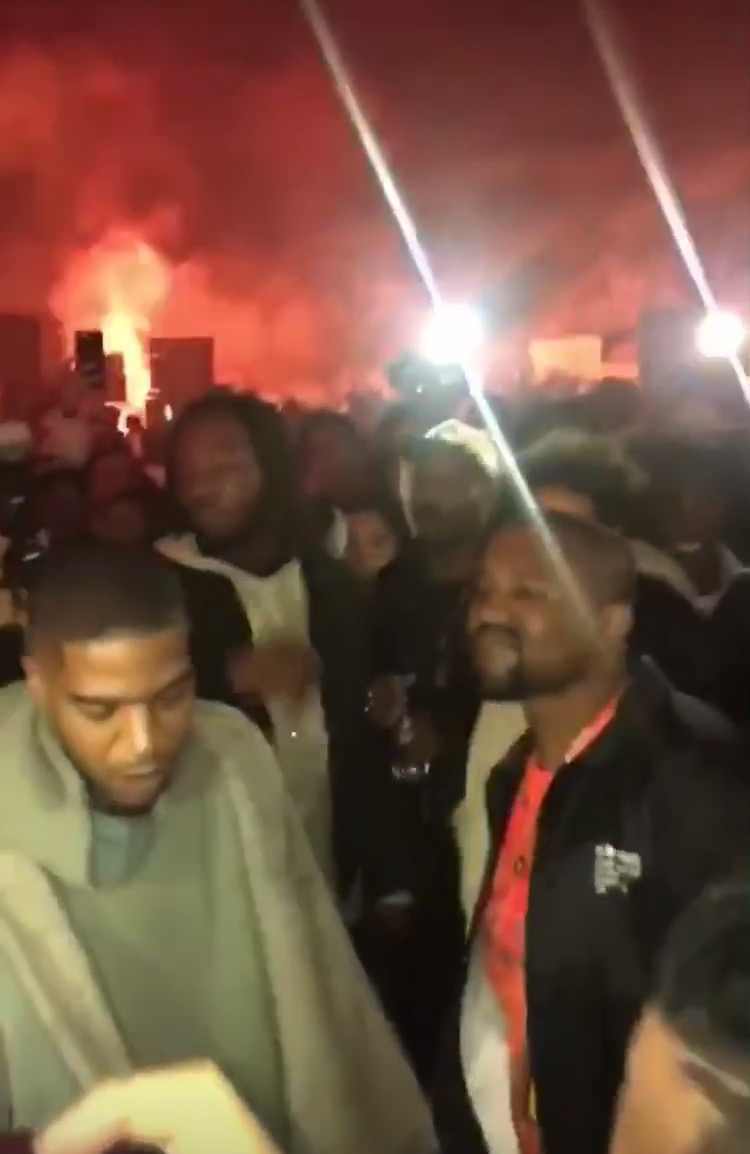
Cudi und West bei einer Listening-Party in L.A.

Nachdem sich Cudi wegen Depressionen und Selbstmordgedanken in Behandlung begeben und auch West mit psychischen Problemen zu kämpfen hatte, kamen im Juli 2017 erstmals Gerüchte über ein gemeinsames Projekt auf, als die beiden gemeinsam beim Verlassen eines Studios in Los Angeles gesichtet wurden. Im August statteten sie dem japanischen Künstler Takashi Murakami einen Besuch ab, womit sich die Hinweise auf eine Kollaboration verdichteten. Im Rahmen von Cudis Tournee Passion, Pain & Demon Slayin’ traten sie im November desselben Jahres in Chicago wieder zusammen auf.
Am 19. April 2018 kündigte Kanye West via Twitter ein Sieben-Track-Album gemeinsam mit Kid Cudi an.
Die Veröffentlichung von Kids See Ghosts erfolgte nur eine Woche nach jener seines achten Studioalbums Ye und wenige Tage vor weiteren, von ihm produzierten GOOD-Music-Alben von Nas und Teyana Taylor. Das nur knapp 24-minütige Album stieg auf Platz zwei der Billboard 200 ein und verkaufte sich in seiner ersten Woche 142.000 Mal.
Alle sieben Tracks konnten sich in den US-Singlecharts platzieren, zudem erhielt das erste Kollaborationsalbum der beiden Künstler positive Kritiken. Anthony Fantano etwa lobte das Werk in höchsten Tönen und vergab die seltene Bestnote 10.
Im Interview mit Billboard stellte Kid Cudi weitere Veröffentlichungen in Aussicht.

## Diskografie

### Studioalben
| Jahr | Titel Musiklabel                              | Höchstplatzierung, Gesamtwochen, AuszeichnungChartplatzierungen (Jahr, Titel, Musiklabel, Platzierungen, Wochen, Auszeichnungen, Anmerkungen) | Höchstplatzierung, Gesamtwochen, AuszeichnungChartplatzierungen (Jahr, Titel, Musiklabel, Platzierungen, Wochen, Auszeichnungen, Anmerkungen) | Höchstplatzierung, Gesamtwochen, AuszeichnungChartplatzierungen (Jahr, Titel, Musiklabel, Platzierungen, Wochen, Auszeichnungen, Anmerkungen) | Höchstplatzierung, Gesamtwochen, AuszeichnungChartplatzierungen (Jahr, Titel, Musiklabel, Platzierungen, Wochen, Auszeichnungen, Anmerkungen) | Höchstplatzierung, Gesamtwochen, AuszeichnungChartplatzierungen (Jahr, Titel, Musiklabel, Platzierungen, Wochen, Auszeichnungen, Anmerkungen) | Anmerkungen                                            |
| Jahr | Titel Musiklabel                              | DE | AT | CH | UK | US | Anmerkungen                                            |
| ---- | --------------------------------------------- | --- | --- | --- | --- | --- | ------------------------------------------------------ |
| 2018 | Kids See Ghosts Wicked Awesome, GOOD, Def Jam | DE33 (1 Wo.)DE | AT15 (2 Wo.)AT | CH12 (2 Wo.)CH | UK7 Silber · (4 Wo.)UK | US2 Gold · (17 Wo.)US | Erstveröffentlichung: 8. Juni 2018 Verkäufe: + 577.500 |

### Singles
| Jahr | Titel Album                                | Höchstplatzierung, Gesamtwochen, AuszeichnungChartplatzierungen (Jahr, Titel, Album, Platzierungen, Wochen, Auszeichnungen, Anmerkungen) | Höchstplatzierung, Gesamtwochen, AuszeichnungChartplatzierungen (Jahr, Titel, Album, Platzierungen, Wochen, Auszeichnungen, Anmerkungen) | Höchstplatzierung, Gesamtwochen, AuszeichnungChartplatzierungen (Jahr, Titel, Album, Platzierungen, Wochen, Auszeichnungen, Anmerkungen) | Anmerkungen                                                           |
| Jahr | Titel Album                                | CH | UK | US | Anmerkungen                                                           |
| --- | ------------------------------------------ | --- | --- | --- | --------------------------------------------------------------------- |
| Folgende Lieder erschienen nicht als Single, wurden aber durch das Album zum Download und Streaming bereitgestellt und konnten somit eine Platzierung erlangen: |                                            | | | |                                                                       |
| |                                            | | | |                                                                       |
| 2018 | Reborn Kids See Ghosts                     | CH99 (1 Wo.)CH | UK— SilberUK | US39 Platin · (2 Wo.)US | Charteinstieg: 17. Juni 2018 Verkäufe: + 1.200.000                    |
| 2018 | 4th Dimension Kids See Ghosts              | — | — | US42 Platin · (1 Wo.)US | Charteinstieg: 23. Juni 2018 Verkäufe: + 1.000.000; feat. Louis Prima |
| 2018 | Feel The Love Kids See Ghosts              | — | — | US47 Gold · (1 Wo.)US | Charteinstieg: 23. Juni 2018 Verkäufe: + 500.000; feat. Pusha T       |
| 2018 | Freeee (Ghost Town, Pt. 2) Kids See Ghosts | — | — | US62 (1 Wo.)US | Charteinstieg: 23. Juni 2018 feat. Ty Dolla Sign                      |
| 2018 | Fire Kids See Ghosts                       | — | — | US67 Gold · (1 Wo.)US | Charteinstieg: 23. Juni 2018 Verkäufe: + 500.000                      |
| 2018 | Cudi Montage Kids See Ghosts               | — | — | US69 Gold · (1 Wo.)US | Charteinstieg: 23. Juni 2018 Verkäufe: + 500.000                      |
| 2018 | Kids See Ghosts                            | — | — | US73 Gold · (1 Wo.)US | Charteinstieg: 23. Juni 2018 Verkäufe: + 500.000; feat. Yasiin Bey    |

## Auszeichnungen für Musikverkäufe
| Goldene Schallplatte - Dänemark - 2024: für das Album Kids See Ghosts - Neuseeland - 2024: für das Album Kids See Ghosts |

Anmerkung: Auszeichnungen in Ländern aus den Charttabellen bzw. Chartboxen sind in ebendiesen zu finden.
| Land/RegionAuszeichnungen für Musikverkäufe (Land/Region, Auszeichnungen, Verkäufe, Quellen) | Silber     | Gold     | Platin     | Verkäufe  | Quellen          |
| -------------------------------------------------------------------------------------------- | ---------- | -------- | ---------- | --------- | ---------------- |
| Dänemark (IFPI)                                                                              | —          | Gold1    | —          | 10.000    | ifpi.dk          |
| Neuseeland (RMNZ)                                                                            | —          | Gold1    | —          | 7.500     | radioscope.co.nz |
| Vereinigte Staaten (RIAA)                                                                    | —          | 5× Gold5 | 2× Platin2 | 4.500.000 | riaa.com         |
| Vereinigtes Königreich (BPI)                                                                 | 2× Silber2 | —        | —          | 260.000   | bpi.co.uk        |
| Insgesamt                                                                                    | 2× Silber2 | 7× Gold7 | 2× Platin2 |           |                  |